# Ereğli (Zonguldak)
Pour les articles homonymes, voir Ereğli et Héraclée.
Ereğli est un chef-lieu de district de la province de Zonguldak en Turquie. Elle est appelée Karadeniz Ereğlisi ou Kdz. Ereğli c'est-à-dire Ereğli de la Mer Noire pour la distinguer des deux villes homonymes de Turquie Ereğli (Konya Ereğlisi) dans la province de Konya et de Ereğli (Marmara Ereğlisi) sur la rive européenne de la Mer de Marmara dans la province de Tekirdağ.

## Géographie
Le district a une superficie de 782 km2 pour une population de 174 283 hab. soit une densité de 223 hab./km2 en 2008
| Année    | 1990   | 2000    | 2007    | 2008    | 2009    |
| -------- | ------ | ------- | ------- | ------- | ------- |
| Ville    | 63 987 | 79 486  | 95 491  | 97 017  | 103 273 |
| District |        | 159 808 | 170 371 | 174 283 |         |

La ville et le district continuent à se peupler dans une région déjà relativement dense.
La ville est en bord de mer et possède un port de commerce et une aciérie importante. Ereğli est proche du plus grand bassin minier de charbon en Turquie. Une partie du charbon extrait est exportée par voie maritime. Depuis 1965, et l'installation des aciéries, elle est devenue un important centre d'industries lourdes et de construction navale.
Ereğli ne possède ni aéroport ni gare de chemin de fer. Elle est à 55 km par la route côtière (D010), à l'ouest de Zonguldak la capitale provinciale. À cause de sa situation en bord de mer, c'est aussi une destination de tourisme balnéaire et un port de pêche.

## Histoire
La ville est fondée par des grecs de Mégare au milieu du VIe siècle av. J.-C. Elle était appelée Héraclée pontique (en grec ancien Ἡράκλεια Ποντική, et en latin Heraclea Pontica). Ereğli est le forme turque de ce nom. Au IIe siècle av. J.-C., elle fait partie du royaume de Bithynie. Héraclée pontique est conquise par les Romains au Ier siècle av. J.-C. puis, avec la christianisation, devient byzantine, tout en accueillant un comptoir génois. Au XIIe siècle elle devient ottomane et prend le nom de Bender-i Ereğli, le « port d'Ereğli », du persan bandar, بندر : port.
En mars 1919, l'armée française d'Orient occupe Zonguldak et Ereğli. La libération aura lieu les 20 et 21 juin 1921. Les derniers chrétiens pontiques ne quittent cependant la ville qu'en 1923 selon les dispositions du traité de Lausanne.
Fin 1936, achat par l'état de la société des charbonnages d'Ereğli et inauguration de l'usine d'anthracite à Zonguldak.

## Relations internationales

### Jumelage
La ville est jumelée avec:
- Düren (Allemagne) (Rhénanie-du-Nord-Westphalie)